# Mauna Kea
Mauna Kea (w języku hawajskim ‘biała góra’) – najwyższy wulkan archipelagu Hawajów, na wyspie Hawaiʻi, jeden z największych wulkanów na Ziemi. Szczyt wznosi się na wysokość 4205 m powyżej poziomu morza, 10 203 m od podstawy na dnie Oceanu Spokojnego, co jest największą wysokością względną na Ziemi, od podstawy do wierzchołka.
Mauna Kea zaczęła wyrastać z dna morskiego ok. 800 tysięcy lat temu. W ciągu ostatnich 10 tysięcy lat było kilka erupcji, ostatnia nastąpiła ok. 4500 lat temu. Szczytowe partie wulkanu, zbudowane ze skał bazaltowych i andezytowych, przez 9–10 miesięcy w roku pokryte są śniegiem.
Doskonała przejrzystość powietrza i ciemne niebo sprawiają, że wierzchołek jest dogodnym miejscem do urządzenia obserwatoriów astronomicznych; jest ich pięć z 13 teleskopami. Są one użytkowane przez astronomów z wielu krajów. Pozwalają na obserwacje i badania promieniowania podczerwonego i mikrofal oraz na uzyskiwanie ostrych obrazów ciał niebieskich.

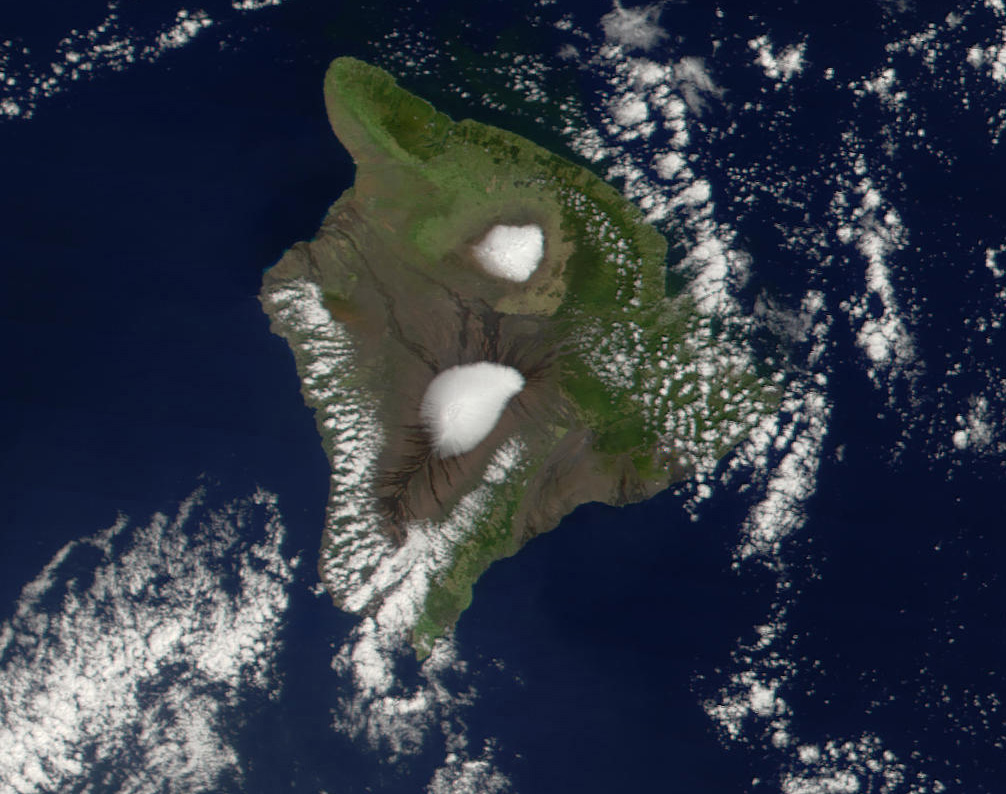
Położenie wulkanów Mauna Kea i Mauna Loa na wyspie Hawaiʻi